# Uniwersytet w Koblencji-Landau
Uniwersytet w Koblencji-Landau (niem. Universität Koblenz-Landau) – niemiecka publiczna uczelnia wyższa.
Poprzednikiem uczelni były szkoły pedagogiczne (Pädagogische Hochschulen) utworzone w 1960 roku, gdy podzielono Akademię Pedagogiczną Nadrenii-Palatynatu. Szkoły powstały wówczas w sześciu miastach: Kaiserslautern, Koblencji, Landau, Neuwied, Trewirze i Wormacji. W 1969 roku na bazie szkół powstała Wyższa Szkoła Nauk Pedagogicznych Nadrenii-Palatynatu (Erziehungswissenschaftliche Hochschule Rheinland-Pfalz). Siedziba władz uczelni mieściła się w Moguncji, a poszczególne ośrodki w Koblencji, Landau i Wormacji. Oddział w Wormacji został zamknięty w 1978 roku, a Wydział Pedagogiki Specjalnej w Moguncji w 1985 został dołączony do Uniwersytetu Johannesa Gutenberga
1 października 1990 Wyższa Szkoła Nauk Pedagogicznych Nadrenii-Palatynatu został przekształcona w Uniwersytet w Koblencji i Landau.
1 stycznia 2023 kampus Landau został oddzielony od położonego 160 km dalej koblenckiego odpowiednika. Uniwersytet w Koblencji stał się samodzielny i wraz z ok. 9000 studentami jednym z mniejszych uniwersytetów w Niemczech. Kampus Landau uległ fuzji z Uniwersytetem Technicznym w Kaiserslautern i w ten sposób powstał RPTU Kaiserslautern-Landau. Zakończenie fuzji pod względem organizacyjnym jest planowane na rok 2027.

## Struktura organizacyjna
Siedziba prezydenta i kanclerza uczelni mieści się w Moguncji, w kampusach zlokalizowanych w Koblencji i Landau znajdują się po cztery wydziały:

### Kampus Koblencja
- Wydział Nauk Komputerowych
- Wydział Pedagogiczny
- Wydział Matematyki i Nauk Przyrodniczych
- Wydział Filologii i Kultury

### Kampus Landau
- Wydział Pedagogiczny
- Wydział Nauk Społecznych i Humanistycznych
- Wydział Nauk Przyrodniczych i Środowiskowych
- Wydział Psychologii